# Aparasphenodon
Aparasphenodon là một chi động vật lưỡng cư trong họ Nhái bén, thuộc bộ Anura. Chi này có 3 loài và không bị đe dọa tuyệt chủng.